# Ancylotrypa lateralis
Ancylotrypa lateralis är en spindelart som först beskrevs av William Frederick Purcell 1902.  Ancylotrypa lateralis ingår i släktet Ancylotrypa och familjen Cyrtaucheniidae. Inga underarter finns listade i Catalogue of Life.